# Kolędy polskie
Kolędy polskie – polskojęzyczne pieśni o charakterze religijnym, związane ze świętem Bożego Narodzenia.

## Historia
Najstarsza zachowana polska kolęda, pochodząca z 1424, zaczyna się od słów Zdrów bądź, królu anielski. Pierwotnie na początku XV wieku tłumaczono na język polski kolędy z łaciny i ze śpiewników braci czeskich. Natomiast najstarsza znana kolęda polskiego autora, chociaż z tekstem łacińskim, to Buccinemus in hac die Bartłomieja z Jasła. 
W XVI-XVII wieku pochodzą zbiory kolęd polskich i łacińskich z kancjonałów: Biblioteki Czartoryskich, Biblioteki Kórnickiej (m.in. Anioł pasterzom mówił), Walentego z Brzozowa (O przedobry Ojcze nasz), Jana Seklucjana, Nieświeskiego, Piotra Artiomiusza, oraz największy zbiór 90 kolęd Kancjonału z Biblioteki Sióstr Benedyktynek w Staniątkach z lat 1586, 1637 i 1700 (m.in. Nużmy dziś krześcijani, Dzieciątko się narodziło).
Wzrost popularności gatunku nastąpił na przełomie XVII i XVIII wieku, wtedy ustalił się sam termin kolęda w znaczeniu pieśni bożonarodzeniowej. Powstało wówczas wiele do dziś śpiewanych polskich kolęd, m.in. W żłobie leży i Ach ubogi żłobie, przypisywane przez niektórych Piotrowi Skardze – ta pierwsza do melodii poloneza koronacyjnego króla Władysława IV. Tekst innej XVIII-wiecznej kolędy Bóg się rodzi (oryginalny tytuł „Pieśń o narodzeniu Pańskim”) napisał Franciszek Karpiński, a jej melodię  w rytmie poloneza, skomponował prawdopodobnie Karol Kurpiński. W  XIX wieku teksty do kolęd pisał m.in.Teofil Lenartowicz - kolęda "Mizerna cicha", a muzykę   tworzyli Zygmunt Noskowski, a na początku XX w. Feliks Nowowiejski.  Kolędę Lulajże, Jezuniu Fryderyk Chopin zacytował w środkowej części Scherza h-moll op. 20. Ze współczesnych Dwadzieścia kolęd skomponował Witold Lutosławski.
W polskim dorobku kulturalnym zachowało się ponad 500 kolęd i pastorałek. W XIX wieku rozpoczęto na większą skalę ich zbieranie i zapisywanie, a punktem odniesienia jest wydany w 1843 zbiór Pastorałki i kolędy z melodiami czyli piosnki wesołe ludu w czasie świąt Bożego Narodzenia po domach śpiewane autorstwa księdza Michała Mioduszewskiego.
Współcześnie kolędy nadal wykonywane są w praktyce ludowej na wsiach podczas okresu Bożego Narodzenia oraz Godów, a także w kościołach, szkołach, podczas jasełek, w domach podczas Wigilii i w czasie spotkań rodzinnych czy opłatkowych. Kolędy polskie jako jedne z nielicznych w Europie są żywym elementem tzw. kolędowania po domach. 
Znane są także kolędy aktualizowane, związane z ważnymi wydarzeniami dziejowymi: powstaniami narodowo-wyzwoleńczymi, wojnami światowymi, plebiscytami, takimi, jak powstanie styczniowe, I i II wojna światowa oraz stan wojenny. Na Lubelszczyźnie rozpowszechnione były kolędy partyzanckie. W tym nurcie wyróżniono korfantyzm w kolędach aktualizowanych.
Powstają też nowe kolędy, komponowane przez współczesnych twórców, a popularność niektórych dorównuje kolędom tradycyjnym, np. kolęda z lat 30. XX w. Nie było miejsca dla Ciebie, czy Kolęda o gwieździe z musicalu Kolęda Nocka z lat 80. XX w.
W praktyce estradowej programy kolędowe wykonują chóry amatorskie i zawodowe, np. Poznańskie Słowiki, zespoły folkloru stylizowanego, jak Mazowsze czy Śląsk; a także wykonawcy różnych gatunków muzycznych.
Popularne są także płyty z nagraniami kolęd. 

## Niektóre popularne kolędy polskie
(alfabetycznie):

- „A wczora z wieczora”
- „Ach, ubogi żłobie”
- „Anioł pasterzom mówił”
- „Bóg się rodzi, moc truchleje”
- „Bracia patrzcie jeno”
- „Chrystus się nam narodził”
- „Do szopy, hej pasterze”
- „Dzisiaj w Betlejem”
- „Gdy się Chrystus rodzi”
- „Gdy śliczna Panna”
- „Gore gwiazda Jezusowi”
- „Jezus malusieńki”
- „Lulajże, Jezuniu”
- „Mędrcy świata, monarchowie”
- „Mizerna cicha”
- „Narodził się Jezus Chrystus”
- „Nie było miejsca dla Ciebie”
- „Nowy rok bieży”
- „Oj, maluśki, maluśki”
- „Pójdźmy wszyscy do stajenki”
- „Północ już była”
- „Przybieżeli do Betlejem”
- „Skrzypi wóz”
- „Tryumfy Króla Niebieskiego”
- „W żłobie leży”
- „Wśród nocnej ciszy”
- „Z narodzenia Pana”
- „Zdrow bądź, krolu anjelski”